# Vasco Cecchini
Vasco Cecchini, född 1932, italiensk amatörastronom.
Minor Planet Center listar honom som Vasco Cecchini och som upptäckare av 2 asteroider.
Asteroiden 13798 Cecchini är uppkallad efter honom.

## Lista över upptäckta asteroider
| 11359 Piteglio [A]                                         | 27 januari 1998 |
| (75783) 2000 AZ204 [B]                                     | 10 januari 2000 |
| Upptäckt tillsammans med: A Luciano Tesi B Andrea Boattini |                 |